# Parigi-Nizza 2017
La Parigi-Nizza 2017, settantacinquesima edizione della corsa e valida come sesta prova dell'UCI World Tour 2017 categoria 2.UWT, si svolse in otto tappe dal 5 al 12 marzo 2017 su un percorso di 1 233,5 km, con partenza da Bois-d'Arcy e arrivo a Nizza. La vittoria fu appannaggio del colombiano Sergio Henao, che completò il percorso in 29h50'29", precedendo lo spagnolo Alberto Contador e l'irlandese Daniel Martin.
Sul traguardo di Nizza 128 ciclisti, su 176 partiti da Bois-d'Arcy, portarono a termine la competizione.

## Tappe
| Tappa  | Data     | Percorso                                    | km      | Vincitore di tappa | Leader cl. generale |
| ------ | -------- | ------------------------------------------- | ------- | ------------------ | ------------------- |
| 1ª     | 5 marzo  | Bois-d'Arcy > Bois-d'Arcy                   | 148,5   | Arnaud Démare      | Arnaud Démare       |
| 2ª     | 6 marzo  | Rochefort-en-Yvelines > Amilly              | 195     | Sonny Colbrelli    | Arnaud Démare       |
| 3ª     | 7 marzo  | Chablis > Chalon-sur-Saône                  | 190     | Sam Bennett        | Arnaud Démare       |
| 4ª     | 8 marzo  | Beaujeu > Mont Brouilly (cron. individuale) | 14,5    | Julian Alaphilippe | Julian Alaphilippe  |
| 5ª     | 9 marzo  | Quincié-en-Beaujolais > Bourg-de-Péage      | 199,5   | André Greipel      | Julian Alaphilippe  |
| 6ª     | 10 marzo | Aubagne > Fayence                           | 193,5   | Simon Yates        | Julian Alaphilippe  |
| 7ª     | 11 marzo | Nizza > Col de la Couillole                 | 177     | Richie Porte       | Sergio Henao        |
| 8ª     | 12 marzo | Nizza > Nizza                               | 115,5   | David de la Cruz   | Sergio Henao        |
| Totale | Totale   | Totale                                      | 1 233,5 |                    |                     |

## Squadre e corridori partecipanti
| N.      | Cod. | Squadra                         |
| ------- | ---- | ------------------------------- |
| 1-8     | BMC  | BMC Racing Team                 |
| 11-18   | TFS  | Trek-Segafredo                  |
| 21-28   | KAT  | Team Katusha-Alpecin            |
| 31-38   | TBM  | Bahrain-Merida Pro Cycling Team |
| 41-48   | ORS  | Orica-Scott                     |
| 51-58   | LTS  | Lotto-Soudal                    |
| 61-68   | QST  | Quick-Step Floors               |
| 71-78   | ALM  | AG2R La Mondiale                |
| 81-88   | MOV  | Movistar Team                   |
| 91-98   | TLJ  | Team Lotto NL-Jumbo             |
| 101-108 | SKY  | Team Sky                        |

| N.      | Cod. | Squadra                      |
| ------- | ---- | ---------------------------- |
| 111-118 | FDJ  | FDJ                          |
| 121-128 | CDT  | Cannondale-Drapac            |
| 131-138 | AST  | Astana Pro Team              |
| 141-148 | COF  | Cofidis                      |
| 151-158 | SUN  | Team Sunweb                  |
| 161-168 | UAD  | UAE Team Emirates            |
| 171-178 | DDD  | Team Dimension Data          |
| 181-188 | BOH  | Bora-Hansgrohe               |
| 191-198 | DEN  | Direct Énergie               |
| 201-208 | FVC  | Fortuneo-Vital Concept       |
| 211-218 | DMP  | Delko-Marseille Provence-KTM |

## Dettagli delle tappe

### 1ª tappa
- 5 marzo: Bois-d'Arcy > Bois-d'Arcy – 148,5 km

Risultati
| Pos. | Corridore          | Squadra    | Tempo    |
| ---- | ------------------ | ---------- | -------- |
| 1    | Arnaud Démare      | FDJ        | 3h22'43" |
| 2    | Julian Alaphilippe | Quick-Step | s.t.     |
| 3    | Alexander Kristoff | Katusha    | a 9"     |

| Pos. | Corridore          | Squadra    | Tempo    |
| ---- | ------------------ | ---------- | -------- |
| 1    | Arnaud Démare      | FDJ        | 3h22'33" |
| 2    | Julian Alaphilippe | Quick-Step | a 4"     |
| 3    | Alexander Kristoff | Katusha    | a 15"    |

### 2ª tappa
- 6 marzo: Rochefort-en-Yvelines > Amilly – 195 km

Risultati
| Pos. | Corridore       | Squadra | Tempo    |
| ---- | --------------- | ------- | -------- |
| 1    | Sonny Colbrelli | Bahrain | 4h20'59" |
| 2    | John Degenkolb  | Trek    | s.t.     |
| 3    | Arnaud Démare   | FDJ     | s.t.     |

| Pos. | Corridore          | Squadra    | Tempo    |
| ---- | ------------------ | ---------- | -------- |
| 1    | Arnaud Démare      | FDJ        | 7h43'28" |
| 2    | Julian Alaphilippe | Quick-Step | a 6"     |
| 3    | Philippe Gilbert   | Quick-Step | a 17"    |

### 3ª tappa
- 7 marzo: Chablis > Chalon-sur-Saône – 190 km

Risultati
| Pos. | Corridore          | Squadra | Tempo    |
| ---- | ------------------ | ------- | -------- |
| 1    | Sam Bennett        | Bora    | 4h31'14" |
| 2    | Alexander Kristoff | Katusha | s.t.     |
| 3    | John Degenkolb     | Trek    | s.t.     |

| Pos. | Corridore          | Squadra    | Tempo     |
| ---- | ------------------ | ---------- | --------- |
| 1    | Arnaud Démare      | FDJ        | 12h14'42" |
| 2    | Julian Alaphilippe | Quick-Step | a 6"      |
| 3    | Alexander Kristoff | Katusha    | a 13"     |

### 4ª tappa
- 8 marzo: Beaujeu > Mont Brouilly – Cronometro individuale – 14,5 km

Risultati
| Pos. | Corridore          | Squadra      | Tempo  |
| ---- | ------------------ | ------------ | ------ |
| 1    | Julian Alaphilippe | Quick-Step   | 21'39" |
| 2    | Alberto Contador   | Trek         | a 19"  |
| 3    | Tony Gallopin      | Lotto-Soudal | a 20"  |

| Pos. | Corridore          | Squadra    | Tempo     |
| ---- | ------------------ | ---------- | --------- |
| 1    | Julian Alaphilippe | Quick-Step | 12h36'27" |
| 2    | Tony Gallopin      | Lotto      | a 33"     |
| 3    | Gorka Izagirre     | Movistar   | a 47"     |

### 5ª tappa
- 9 marzo: Quincié-en-Beaujolais > Bourg-de-Péage – 199,5 km

Risultati
| Pos. | Corridore         | Squadra  | Tempo    |
| ---- | ----------------- | -------- | -------- |
| 1    | André Greipel     | Lotto    | 4h43'35" |
| 2    | Arnaud Démare     | FDJ      | s.t.     |
| 3    | Dylan Groenewegen | Lotto NL | s.t.     |

| Pos. | Corridore          | Squadra    | Tempo     |
| ---- | ------------------ | ---------- | --------- |
| 1    | Julian Alaphilippe | Quick-Step | 17h20'02" |
| 2    | Tony Gallopin      | Lotto      | a 33"     |
| 3    | Gorka Izagirre     | Movistar   | a 47"     |

### 6ª tappa
- 10 marzo: Aubagne > Fayence – 193,5 km

Risultati
| Pos. | Corridore    | Squadra | Tempo    |
| ---- | ------------ | ------- | -------- |
| 1    | Simon Yates  | Orica   | 4h37'51" |
| 2    | Sergio Henao | Sky     | a 17"    |
| 3    | Richie Porte | BMC     | a 26"    |

| Pos. | Corridore          | Squadra    | Tempo     |
| ---- | ------------------ | ---------- | --------- |
| 1    | Julian Alaphilippe | Quick-Step | 21h58'22" |
| 2    | Tony Gallopin      | Lotto      | a 36"     |
| 3    | Sergio Henao       | Sky        | a 46"     |

### 7ª tappa
- 11 marzo: Nizza > Col de la Couillole – 177 km

Risultati
| Pos. | Corridore        | Squadra    | Tempo    |
| ---- | ---------------- | ---------- | -------- |
| 1    | Richie Porte     | BMC        | 5h01'35" |
| 2    | Alberto Contador | Trek       | a 21"    |
| 3    | Daniel Martin    | Quick-Step | a 32"    |

| Pos. | Corridore        | Squadra    | Tempo     |
| ---- | ---------------- | ---------- | --------- |
| 1    | Sergio Henao     | Sky        | 27h01'15" |
| 2    | Daniel Martin    | Quick-Step | a 30"     |
| 3    | Alberto Contador | Trek       | a 31"     |

### 8ª tappa
- 12 marzo: Nizza > Nizza – 115,5 km

Risultati
| Pos. | Corridore        | Squadra    | Tempo    |
| ---- | ---------------- | ---------- | -------- |
| 1    | David de la Cruz | Quick-Step | 2h48'53" |
| 2    | Alberto Contador | Trek       | s.t.     |
| 3    | Marc Soler       | Movistar   | a 5"     |

| Pos. | Corridore        | Squadra    | Tempo     |
| ---- | ---------------- | ---------- | --------- |
| 1    | Sergio Henao     | Sky        | 29h50'29" |
| 2    | Alberto Contador | Trek       | a 2"      |
| 3    | Daniel Martin    | Quick-Step | a 30"     |

## Evoluzione delle classifiche
| Tappa              | Vincitore          | Classifica generale Maglia gialla | Classifica a punti Maglia verde | Classifica scalatori Maglia a pois | Classifica giovani Maglia bianca | Classifica a squadre |
| ------------------ | ------------------ | --------------------------------- | ------------------------------- | ---------------------------------- | -------------------------------- | -------------------- |
| 1ª                 | Arnaud Démare      | Arnaud Démare                     | Arnaud Démare                   | Romain Hardy                       | Julian Alaphilippe               | Quick-Step Floors    |
| 2ª                 | Sonny Colbrelli    | Arnaud Démare                     | Arnaud Démare                   | Romain Hardy                       | Julian Alaphilippe               | Quick-Step Floors    |
| 3ª                 | Sam Bennett        | Arnaud Démare                     | Arnaud Démare                   | Romain Hardy                       | Julian Alaphilippe               | Quick-Step Floors    |
| 4ª                 | Julian Alaphilippe | Julian Alaphilippe                | Julian Alaphilippe              | Romain Hardy                       | Julian Alaphilippe               | Quick-Step Floors    |
| 5ª                 | André Greipel      | Julian Alaphilippe                | Arnaud Démare                   | Romain Hardy                       | Julian Alaphilippe               | Quick-Step Floors    |
| 6ª                 | Simon Yates        | Julian Alaphilippe                | Arnaud Démare                   | Axel Domont                        | Julian Alaphilippe               | Quick-Step Floors    |
| 7ª                 | Richie Porte       | Sergio Henao                      | Julian Alaphilippe              | Lilian Calmejane                   | Julian Alaphilippe               | Quick-Step Floors    |
| 8ª                 | David de la Cruz   | Sergio Henao                      | Julian Alaphilippe              | Lilian Calmejane                   | Julian Alaphilippe               | Quick-Step Floors    |
| Classifiche finali | Classifiche finali | Sergio Henao                      | Julian Alaphilippe              | Lilian Calmejane                   | Julian Alaphilippe               | Quick-Step Floors    |

## Classifiche finali

### Classifica generale - Maglia gialla
| Pos. | Corridore          | Squadra    | Tempo     |
| ---- | ------------------ | ---------- | --------- |
| 1    | Sergio Henao       | Sky        | 29h50'29" |
| 2    | Alberto Contador   | Trek       | a 2"      |
| 3    | Daniel Martin      | Quick-Step | a 30"     |
| 4    | Gorka Izagirre     | Movistar   | a 1'00"   |
| 5    | Julian Alaphilippe | Quick-Step | a 1'22"   |
| 6    | Il'nur Zakarin     | Katusha    | a 1'34"   |
| 7    | Jon Izagirre       | Movistar   | a 1'41"   |
| 8    | Warren Barguil     | Sunweb     | a 4'07"   |
| 9    | Simon Yates        | Orica      | a 4'39"   |
| 10   | Tony Gallopin      | Lotto      | a 9'14"   |

### Classifica a punti - Maglia verde
| Pos. | Corridore          | Squadra    | Punti |
| ---- | ------------------ | ---------- | ----- |
| 1    | Julian Alaphilippe | Quick-Step | 42    |
| 2    | Alberto Contador   | Trek       | 41    |
| 3    | John Degenkolb     | Trek       | 30    |
| 4    | Michael Matthews   | Sunweb     | 28    |
| 5    | Richie Porte       | BMC        | 25    |

### Classifica scalatori - Maglia a pois
| Pos. | Corridore         | Squadra  | Punti |
| ---- | ----------------- | -------- | ----- |
| 1    | Lilian Calmejane  | Direct   | 63    |
| 2    | Axel Domont       | AG2R     | 42    |
| 3    | Alberto Contador  | Trek     | 24    |
| 4    | Sergio Henao      | Sky      | 21    |
| 5    | Arnold Jeannesson | Fortuneo | 20    |

### Classifica giovani - Maglia bianca
| Pos. | Corridore          | Squadra    | Punti     |
| ---- | ------------------ | ---------- | --------- |
| 1    | Julian Alaphilippe | Quick-Step | 29h51'51" |
| 2    | Simon Yates        | Orica      | a 3'17"   |
| 3    | Sam Oomen          | Sunweb     | a 18'46"  |
| 4    | Marc Soler         | Movistar   | a 35'01"  |
| 5    | Quentin Pacher     | Delko-Mar. | a 53'58"  |

### Classifica a squadre
| Pos. | Squadra           | Tempo     |
| ---- | ----------------- | --------- |
| 1    | Quick-Step Floors | 89h43'48" |
| 2    | Team Sky          | a 19'47"  |
| 3    | Movistar Team     | a 35'55"  |
| 4    | Trek-Segafredo    | a 41'59"  |
| 5    | Team Sunweb       | a 49'35"  |